# Diocesi di Kiayi
La diocesi di Kiayi (in latino: Dioecesis Kiayiensis) è una sede della Chiesa cattolica a Taiwan suffraganea dell'arcidiocesi di Taipei. Nel 2021 contava 8.754 battezzati su 1.438.665 abitanti. È retta dal vescovo Norbert Pu.

## Territorio
La diocesi comprende la città di Chiayi e le contee di Chiayi e Yunlin, nella parte occidentale dell'isola di Taiwan.
Sede vescovile è la città di Chiayi, dove si trova la cattedrale di San Giovanni.
Il territorio si estende su 3.253 km² ed è suddiviso in 48 parrocchie, raggruppate in 7 decanati.

## Storia
La prefettura apostolica di Kiayi fu eretta il 7 agosto 1952 con la bolla Ne nimia Missionum di papa Pio XII, ricavandone il territorio dalla prefettura apostolica di Kaohsiung (oggi diocesi).
Il 16 aprile 1962 la prefettura apostolica è stata elevata a diocesi con la bolla Cum Apostolica di papa Giovanni XXIII.

## Cronotassi dei vescovi
Si omettono i periodi di sede vacante non superiori ai 2 anni o non storicamente accertati.
- Sede vacante (1952-1970)

- Matthew Kia Yen-wen † (21 maggio 1970 - 14 dicembre 1974 nominato vescovo di Hwalien)
- Joseph Ti-kang † (21 giugno 1975 - 3 maggio 1985 nominato arcivescovo coadiutore di Taipei)
- Joseph Lin Thien-chu † (25 novembre 1985 - 4 marzo 1994 deceduto)
- Peter Liu Cheng-chung (1º luglio 1994 - 5 luglio 2004 nominato vescovo coadiutore di Kaohsiung)
- John Hung Shan-chuan, S.V.D. (16 gennaio 2006 - 9 novembre 2007 nominato arcivescovo di Taipei)
- Thomas An-Zu Chung (24 gennaio 2008 - 23 maggio 2020 nominato arcivescovo di Taipei)
- Norbert Pu, dal 15 febbraio 2022

## Statistiche
La diocesi nel 2021 su una popolazione di 1.438.665 persone contava 8.754 battezzati, corrispondenti allo 0,6% del totale.
| anno | popolazione | popolazione | popolazione | presbiteri | presbiteri | presbiteri | presbiteri                | diaconi | religiosi | religiosi | parrocchie |
| anno | battezzati  | totale      | %           | numero     | secolari   | regolari   | battezzati per presbitero | diaconi | uomini    | donne     | parrocchie |
| ---- | ----------- | ----------- | ----------- | ---------- | ---------- | ---------- | ------------------------- | ------- | --------- | --------- | ---------- |
| 1970 | 23.162      | 1.643.684   | 1,4         | 83         | 50         | 33         | 279                       |         | 37        | 60        | 109        |
| 1980 | 18.329      | 1.741.000   | 1,1         | 71         | 39         | 32         | 258                       |         | 38        | 85        | 105        |
| 1990 | 16.830      | 1.755.000   | 1,0         | 63         | 39         | 24         | 267                       |         | 30        | 74        | 46         |
| 1999 | 22.363      | 1.582.934   | 1,4         | 40         | 22         | 18         | 559                       |         | 22        | 60        | 51         |
| 2000 | 21.983      | 1.582.934   | 1,4         | 43         | 25         | 18         | 511                       |         | 21        | 64        | 67         |
| 2001 | 22.068      | 1.582.934   | 1,4         | 59         | 36         | 23         | 374                       |         | 27        | 59        | 67         |
| 2002 | 19.302      | 1.582.934   | 1,2         | 69         | 43         | 26         | 279                       |         | 30        | 59        | 67         |
| 2003 | 18.890      | 1.573.098   | 1,2         | 62         | 42         | 20         | 304                       |         | 23        | 56        | 66         |
| 2004 | 16.888      | 1.573.098   | 1,1         | 40         | 18         | 22         | 422                       |         | 26        | 56        | 66         |
| 2006 | 17.820      | 1.582.934   | 1,1         | 41         | 25         | 16         | 434                       |         | 21        | 60        | 56         |
| 2013 | 12.600      | 1.652.000   | 0,8         | 30         | 14         | 16         | 420                       |         | 16        | 65        | 54         |
| 2016 | 8.395       | 1.522.000   | 0,6         | 32         | 19         | 13         | 262                       |         | 13        | 86        | 53         |
| 2019 | 8.647       | 1.553.700   | 0,6         | 32         | 19         | 13         | 270                       |         | 13        | 89        | 48         |
| 2021 | 8.754       | 1.438.665   | 0,6         | 37         | 19         | 18         | 236                       |         | 18        | 100       | 48         |